# لورينزو غيريرو
لورينزو غيريرو (بالإسبانية: Lorenzo Guerrero Gutiérrez)‏ (و. 1900 – 1981 م) هو سياسي من نيكاراغوا .